# Landschaftsschutzgebiet Buschenberg

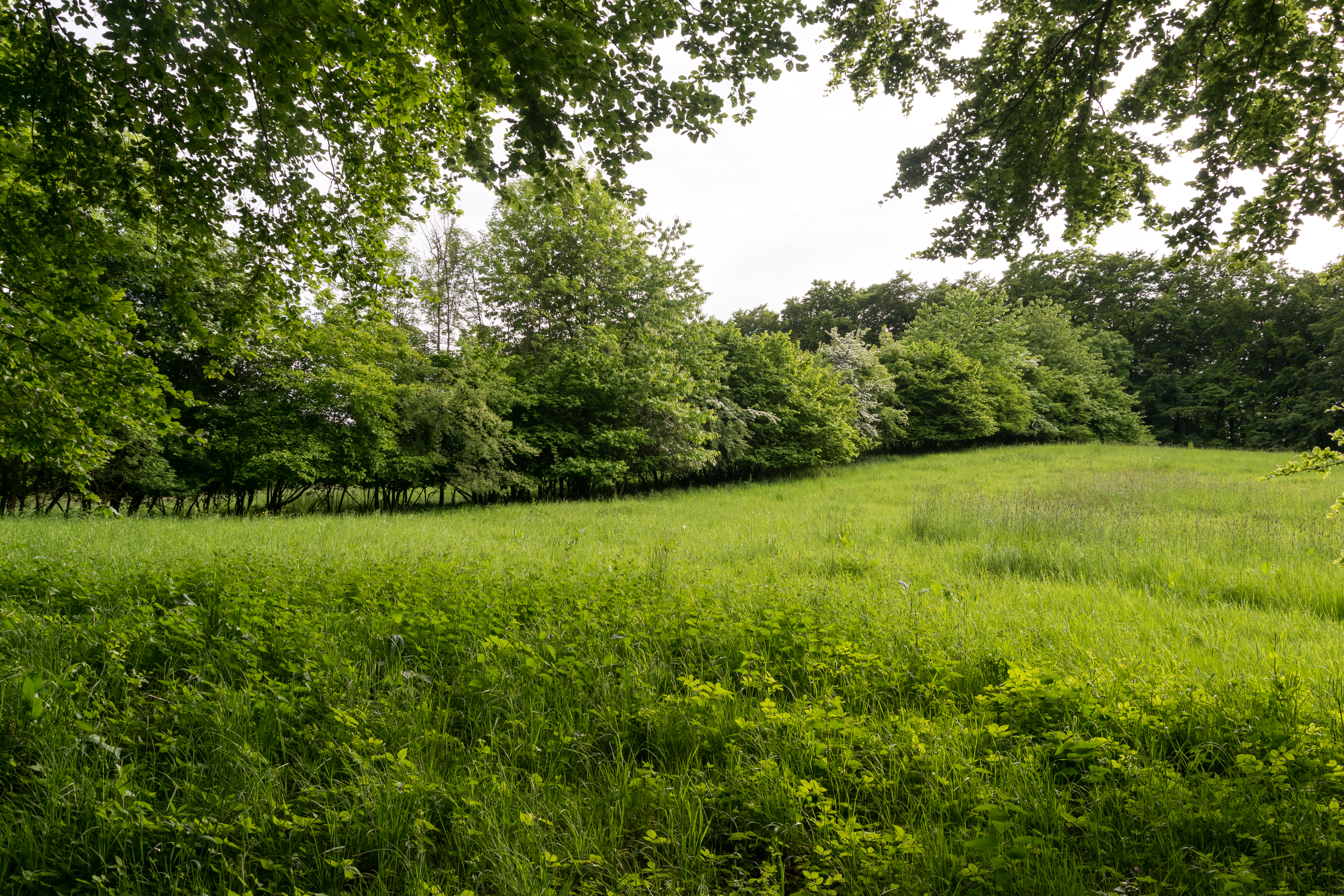
Landschaftsschutzgebiet Buschenberg

Das Landschaftsschutzgebiet Buschenberg mit etwa 4,5 ha Flächengröße liegt im Stadtgebiet von Horn-Bad Meinberg. Es wurde 2005 mit dem Landschaftsplan  Nr. 10 Horn-Bad Meinberg/Schlangen durch den Kreistag des Kreises Lippe als Landschaftsschutzgebiet (LSG) ausgewiesen. Das LSG besteht aus zwei Teilflächen. 

## Beschreibung
Das LSG umfasst Kalkbuchenwald und angrenzende Grünlandflächen am dem steilen Westhang des Buschenberges. Beim Wald handelt es sich um einen artenreichen Buchenwald. Das Grünland östlich auf der Bergkuppe des Buschenberges sowie die westlich im Talbereich angrenzenden werden extensiv genutzt. Entlang der westlichen 
Grünlandfläche wird das Landschaftsschutzgebiet Buschenberg durch einen Heckenbereich begrenzt.

## Schutzzwecke für das LSG
Laut Landschaftsplan erfolgte die Ausweisung des LSG
- „zur Erhaltung der Leistungsfähigkeit des Naturhaushaltes,“
- „zur Erhaltung und Wiederherstellung eines Waldbereiches mit unterschiedlichen Feuchtestufen,“
- „zur Erhaltung eines Waldkomplexes in der Zerfallphase, wegen der Eigenart und Schönheit des alten Hudewaldes,“
- „zur Sicherung der das Landschaftsbild prägenden Alt- und Totholzbestände.“[1]

## Rechtliche Vorschriften
Im Landschaftsschutzgebiet ist unter anderem das Errichten bzw. Anlegen von Bauten und Fischteichen verboten. Grün- und Brachland darf nicht in eine andere Nutzungsart umgewandelt oder umgebrochen werden. Es ist im LSG verboten, Hunde frei laufen zu lassen, ausgenommen ist die ordnungsgemäße Jagd und Hof- und Gartenbereiche. Obstbäume auf Obstwiesen und Einzelbäume dürfen nur gefällt werden, wenn dies einvernehmlich mit der Unteren Landschaftsbehörde abgestimmt wurde und entsprechende Ersatzbäume gepflanzt werden. Das LSG besteht aus vier Teilflächen.